# جامعة جنيف
جامعة جنيف (بالفرنسية: Université de Genève)‏ هي جامعة بحوث عامة تقع في جنيف، سويسرا.
أسسها في 1559 جون كالفن حلقةً للدراسات اللاهوتية وكلية الحقوق. وظلت تركز على علم اللاهوت حتى القرن السابع عشر، عندما أصبحت مركزا للمنح الدراسية للتنوير. وفي عام 1873 أسقطت انتماءاتها الدينية وأصبحت جامعة علمانية. واليوم، تعتبر جامعة جنيف هي ثاني أكبر جامعة في سويسرا. تقدم الجامعة برامج في مختلف المجالات ولكن على وجه الخصوص في المجالات الأكاديمية والبحثية وبرامج في العلاقات الدولية (وذلك لضيافة جنيف العديد من المنظمات الدولية) و اللاهوت القانون الفيزياء الفلكية، و علم الفلك، و علم الوراثة (مع سجل مساهمات بارزة في ميادين علم الكواكب وعلم الوراثة).
يتم التدريس أساسا باللغة الفرنسية. كما أن الجامعة تسعى بنشاط بالتدريس و البحوث، وخدمة المجتمع المحلي هدفا أساسيا لها. حصلت الجامعة على المرتبة الأولى جامعةً عموميةً في أوروبا القارية والمرتبة الثانية والثلاثين على نطاق العالم بين في ترتيب أبرز 100 جامعة في العالم من قبل مجلة نيوزويك  كما أن الجامعة عضو في رابطة جامعات البحوث الأوروبية.
في عام 2009، احتفلت جامعة جنيف بالذكرى السنوية 450 لتأسيسها من خلال مجموعة واسعة من المناسبات العامة.

## الهيكل
تتكون الجامعة من ثمانية كليات:
- كلية العلوم (العلوم الطبيعية)
- كلية الطب (كلية الطب)
- كلية الآداب (الفنون)

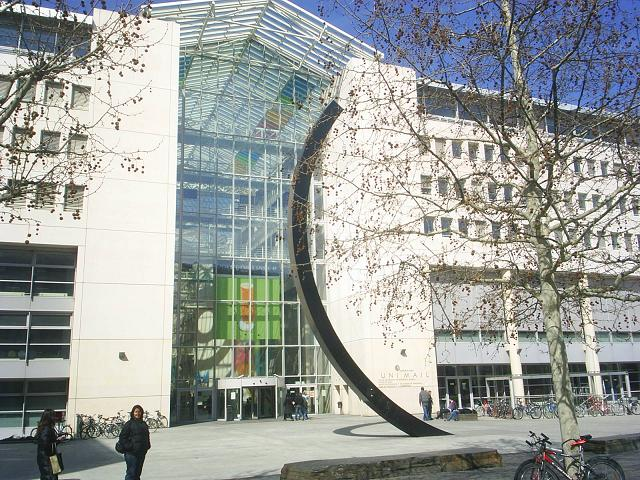
مركز تسوق الجامعة

- كلية الاقتصاد والعلوم الاجتماعية بالدراسات بما في ذلك مدرسة إدارة الأعمال (المدرسة العليا للتجارة)، الاقتصاد، علم الاجتماع والعلاقات الدولية)
- كلية القانون (مدرسة جنيف للقانون) (كلية الحقوق)
- كلية «اللاهوت البروتستانتية» (البروتستانتية المدارس اللاهوتية)
- كلية علم النفس والعلوم التربوية (علم النفس والتعليم)
- مدرسة الترجمة التحريرية والترجمة الشفوية (ترجمة وتفسير)
- منظمة جنيف الدولية للتدريب والتحكيم الدولى (ترجمة وتفسير)

وقد استحدثت الجامعة أيضا برنامج التعليم المستمر.
مراكز مشترك بين الكليات:
- معهد تاريخ الإصلاح الديني (الإصلاح)
- قسم علوم الكمبيوتر (علوم الكمبيوتر)
- مركز جامعة لدراسة مشاكل الطاقة (سياسة الطاقة)
- المعهد الأوروبي في جامعة جنيف (الدراسات الأوروبية، التكامل الأوروبي)
- مركز علم الشيخوخة (علم الشيخوخة)
- المركز السويسري للعلوم العاطفية (العلوم العاطفية)
- الدراسات البيئية[وصلة مكسورة]
- معهد جنيف للبحوث المالية

## جوائز نوبل

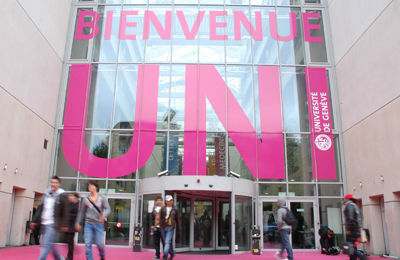

وقد استضافت الجامعة عدة من الحائزين على جائزة نوبل كالطلاب والباحثين و/أو أساتذة الجامعات؛ فيما بينهم:
- نورمان إنجيل (1872–1967)، جائزة نوبل للسلام عام 1933
- كارل غونار ميردال (1898–1987)، جائزة نوبل في العلوم الاقتصادية عام 1974
- دانيال بوفه (1907–1992)، جائزة نوبل في الطب عام 1957
- نيلس يرني (1911–1994)، جائزة نوبل في الطب عام 1984
- موريس آلياس (1911–2010)، جائزة نوبل في العلوم الاقتصادية عام 1988
- إدموند فيشر (1920-) جائزة نوبل في الطب عام 1992
- مارتن رودبل (1925–1998)، جائزة نوبل في الطب عام 1994
- آلن هيغير (1936-) جائزة نوبل في الكيمياء عام 2000
- فرنر أربر (1929-) جائزة نوبل في الطب عام 1978
- كوفي عنان (1938-)، جائزة نوبل للسلام عام 2001

## جوائز أخرى
ستانيسلاف سميرنوف (1970-)، ميدالية فيلدز (الرياضيات) عام 2010

## أبرز العلماء
- فرنر أربر (1929-)
- رولان بارت (1915–1980)
- ميشال بوتور (1926-)
- ألبير جاكار (1925-)
- روبرت ماندل (1932-)
- دوغلاس نورث (1920-)
- جان بياجيه (1896–1980)
- فرديناند دي سوسير (1857–1913)
- كلاوس شواب (1938-)
- حاييم فايتسمان (1874–1952)

## خريجون بارزين
- السير نورمان إنجيل
- كوفي عنان
- رياض الصيداوي
- دوراو باروسو
- إيان فليمنج
- الدوق الأكبر هنري
- ناظم القدسي
- ناصر محمد الأحمد الصباح

## وصلات خارجية
- الموقع الرسمي